# Erwin Josef Ender
Erwin Josef Ender (Steingrund, 7 settembre 1937 – Roma, 19 dicembre 2022) è stato un arcivescovo cattolico tedesco.

## Biografia
Erwin Josef Ender nacque a Steingrund, una località oggi nota con il nome di Kamienna e facente parte del comune di Bystrzyca Kłodzka, il 7 settembre 1937. Trascorse la sua infanzia nella Slesia, all'epoca parte della Germania nazista. La famiglia Ender fu colpita dall'espulsione dei tedeschi dalla Slesia avvenuta dopo la seconda guerra mondiale e nel 1945 si stabilì a Lüdinghausen, nel Münsterland.

### Formazione e ministero sacerdotale
Frequentò frequentò il liceo vescovile "Johanneum" di Ostbevern e nel 1959 conseguì il diploma a Loburg. Poi entrò nel collegio Borromäum di Münster  e studiò filosofia e teologia cattolica come candidato al sacerdozio della diocesi di Münster, prima presso l'Università di Münster e poi presso la Pontificia Università Gregoriana a Roma come alunno del Pontificio Collegio Germanico-Ungarico in Urbe.
Il 3 aprile 1965 fu ordinato diacono. Il 10 ottobre successivo fu ordinato presbitero per la diocesi di Münster a Roma dal cardinale Julius August Döpfner, arcivescovo metropolita di Monaco e Frisinga. Nel 1970 conseguì il dottorato in teologia con una tesi intitolata "Heilsökonomie und Rechtfertigung. Eine Untersuchung über die Heilsfrage bei John Henry Newman" ("Economia della salvezza e giustificazione. Un'indagine sulla questione della salvezza in John Henry Newman"). Lo stesso anno entrò in servizio presso la Segreteria di Stato della Santa Sede inizialmente con compiti amministrativi e dal 1972 come responsabile della sezione diplomatica di lingua tedesca. Dal 1972 seguì un biennio di studi diplomatici presso la Pontificia accademia ecclesiastica  e per ottenere la licenza in diritto canonico presso la Pontificia Università Lateranense.
Il 31 gennaio 1976 papa Paolo VI gli conferì il titolo onorifico di cappellano di Sua Santità, mentre il 2 dicembre 1986 papa Giovanni Paolo II lo promosse prelato d'onore di Sua Santità.

### Ministero episcopale
Il 15 marzo 1990 papa Giovanni Paolo II lo nominò arcivescovo titolare di Germania di Numidia e delegato apostolico nella Regione del Mar Rosso. Il 5 aprile gli assegnò anche l'incarico di pro-nunzio apostolico in Sudan.  Ricevette l'ordinazione episcopale lo stesso giorno nella basilica di San Pietro in Vaticano per mano dello stesso pontefice, co-consacranti gli arcivescovi Giovanni Battista Re, sostituto per gli affari generali della Segreteria di Stato della Santa Sede, e Justin Francis Rigali, segretario della Congregazione per i vescovi e del Collegio cardinalizio.
Il 26 marzo 1992, con il breve apostolico Suo iam pridem di papa Giovanni Paolo II, la Somalia fu eretta in delegazione apostolica autonoma e la delegazione apostolica della Regione del Mar Rosso assunse il nome di delegazione apostolica nella Penisola Arabica. Lo stesso giorno monsignor Ender venne nominato delegato apostolico in Somalia.
In Sudan, nel 1996, accusò il governo di aver torturato un sacerdote per estorcergli una falsa confessione di aver pianificato un sabotaggio antigovernativo.
Il 9 luglio 1997, venne trasferito all'ufficio di nunzio apostolico in Lituania, Estonia e Lettonia, con sede a Vilnius. Succedette a monsignor Justo Mullor García, precedentemente nominato nunzio apostolico in Messico. Poco dopo, il 9 agosto 1997, venne anche nominato amministratore apostolico di Estonia.
Il 5 maggio 2000 firmò a Vilnius per conto della Santa Sede tre accordi con la Lituania concernenti questioni giuridiche, la collaborazione in campo educativo e culturale e la cura pastorale dei cattolici in servizio nell'Esercito. Il 16 settembre successivo prese parte alla cerimonia dello scambio degli strumenti di ratifica di questi tre accordi tenutasi nel Palazzo Apostolico.
L'8 novembre 2000 firmò a Riga per conto della Santa Sede un accordo con la Lettonia concernente alcune materie relative alle relazioni tra la Chiesa e lo Stato.
Il 19 maggio 2001 papa Giovanni Paolo II lo nominò nunzio apostolico nella Repubblica Ceca. Succedette a monsignor Giovanni Coppa, ritiratosi per raggiunti limiti di età.
Il 25 luglio 2002 firmò a Praga per conto della Santa Sede un accordo con la Repubblica Ceca concernente il regolamento dei rapporti reciproci.
Il 25 novembre 2003 il papa lo trasferì alla guida della Germania. Succedette a monsignor Giovanni Lajolo, precedentemente nominato segretario per i rapporti con gli Stati.
Il 13 maggio 2005 prese parte alla cerimonia dello scambio degli strumenti di ratifica dell'accordo che regola i rapporti tra la Santa Sede e la Libera Città Anseatica di Brema, tenutasi nella nunziatura apostolica di Berlino. Il 25 dello stesso mese prese parte alla cerimonia dello scambio degli strumenti di ratifica dell'accordo che regola i rapporti tra la Santa Sede e il land del Brandeburgo, tenutasi nella stessa nunziatura.

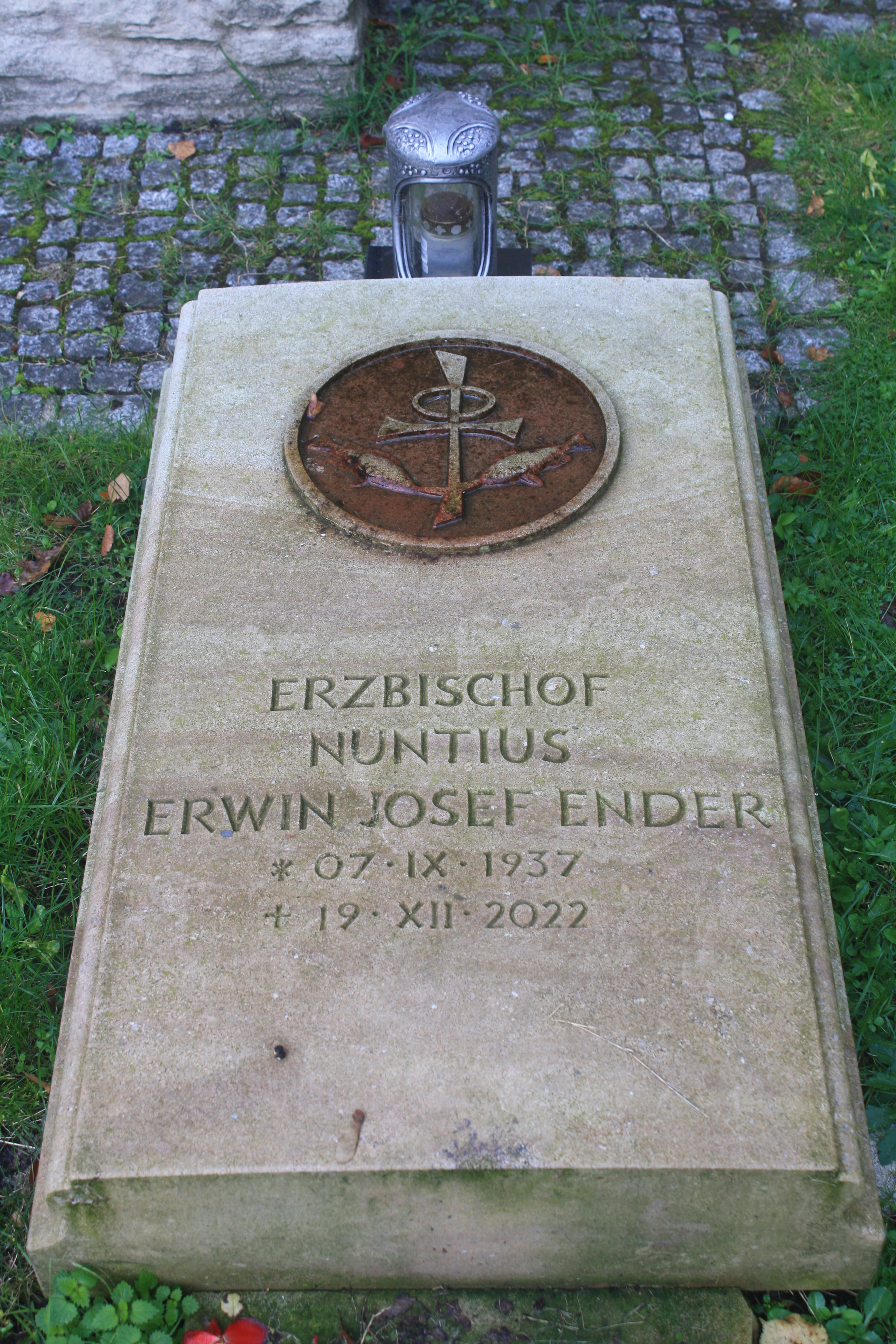
Tomba di monsignor Erwin Josef Ender nel cimitero canonico di Münster.

Il 29 novembre 2005 firmò nel Municipio di Amburgo per conto della Santa Sede un accordo che regola i rapporti tra la Chiesa cattolica e il land di Amburgo. Il 9 ottobre dell'anno successivo prese parte alla cerimonia dello scambio degli strumenti di ratifica di questo accordo, tenutasi nella nunziatura apostolica di Berlino.
Il 19 gennaio 2007 firmò nel Palazzo Principe Carlo di Monaco di Baviera per conto della Santa Sede un protocollo addizionale al Concordato con la Baviera del 29 marzo 1924. L'8 giugno successivo prese parte alla cerimonia dello scambio degli strumenti di ratifica di questo protocollo addizionale, tenutasi nella nunziatura apostolica di Berlino.
Il 15 ottobre 2007 papa Benedetto XVI accettò la sua rinuncia all'incarico, applicando la norma che consente ai nunzi apostolici di ritirarsi raggiunti i 70 anni di età. Si stabilì a Roma continuando a collaborare nella Curia romana. Il 9 maggio 2009 il papa lo nominò membro della Congregazione per l'evangelizzazione dei popoli.
Nel 2011 guidò la delegazione della Santa Sede alla conferenza patrocinata dall'Organizzazione delle Nazioni Unite a Mosca sulla discriminazione e la persecuzione dei cristiani.
Il 25 ottobre 2015 celebrò il 50º anniversario di ordinazione presbiterale e il 25º anniversario di ordinazione episcopale.
Era membro onorario dell'associazione studentesca cattolica KAV Suevia di Berlino dal 2007 e membro dell'Arciconfraternita dell'Addolorata del Campo Santo dei Teutonici e dei Fiamminghi.
Morì a Roma il 19 dicembre 2022 all'età di 85 anni. Le esequie si tennero il 7 gennaio alle ore 10 nella cattedrale di San Paolo a Münster e furono presiedute da monsignor Felix Genn, vescovo di Münster. Al termine del rito fu sepolto nel cimitero canonico adiacente allo stesso edificio.

## Opere
- Heilsokonomie und Rechtfertigung. Eine Untersuchung über die Heilsfrage bei John Henry Newman, Essen, Ludgerus, 1972,  pp. VIII, 244.

## Genealogia episcopale e successione apostolica
La genealogia episcopale è:
- Cardinale Scipione Rebiba
- Cardinale Giulio Antonio Santori
- Cardinale Girolamo Bernerio, O.P.
- Arcivescovo Galeazzo Sanvitale
- Cardinale Ludovico Ludovisi
- Cardinale Luigi Caetani
- Cardinale Ulderico Carpegna
- Cardinale Paluzzo Paluzzi Altieri degli Albertoni
- Papa Benedetto XIII
- Papa Benedetto XIV
- Papa Clemente XIII
- Cardinale Enrico Benedetto Stuart
- Papa Leone XII
- Cardinale Chiarissimo Falconieri Mellini
- Cardinale Camillo Di Pietro
- Cardinale Mieczysław Halka Ledóchowski
- Cardinale Jan Maurycy Paweł Puzyna de Kosielsko
- Arcivescovo Józef Bilczewski
- Arcivescovo Bolesław Twardowski
- Arcivescovo Eugeniusz Baziak
- Papa Giovanni Paolo II
- Arcivescovo Erwin Josef Ender

La successione apostolica è:
- Vescovo Bishop Rudolf Deng Majak (1996)
- Vescovo Antonio Menegazzo, M.C.C.I. (1996)
- Vescovo Vilhelms Toms Marija Lapelis, O.P. (2000)
- Vescovo Jonas Kauneckas (2000)